# Distrito electoral federal 3 de Hidalgo
El Distrito Electoral Federal 3 de Hidalgo es uno de los trescientos Distritos Electorales en los que se encuentra dividido el territorio de México para la elección de diputados federales y uno de los siete en los que se divide el estado de Hidalgo. 
La cabecera distrital es la ciudad de Actopan; que es donde se reúnen y cotejan los resultados de los colegios electorales individuales.

## Distritaciones anteriores

### Distritación 1996 - 2005
Entre 1996 y 2005 el Tercer Distrito se encontraba ubicado en la misma región, integrándolo por quince municipios de Actopan, Atotonilco El Grande, El Arenal, Eloxochitlán, Francisco I. Madero, Juárez Hidalgo, Metztitlán, Progreso de Obregón, San Agustín Metzquititlán, Tlahuiltepa, Xochicoatlán, Zacualtipán de Ángeles, Santiago de Anaya, San Salvador y Tianguistengo.

### Distritación 2005 - 2017
Entre 2005 y 2017 el Tercer Distrito se encontraba ubicado en la misma región, integrándolo por diecinueve municipios: Actopan, Ajacuba, Atotonilco El Grande, El Arenal, Eloxochitlán, Francisco I. Madero, Juárez Hidalgo, Metztitlán, Mineral del Chico, Mixquiahuala de Juárez, Molango de Escamilla, Progreso de Obregón, San Agustín Metzquititlán, San Agustín Tlaxiaca, Tetepango, Tlahuelilpan, Tlahuiltepa, Xochicoatlán, Zacualtipán de Ángeles.

### Distritación 2017 - 2022
Entre 2017 y 2022 el Tercer Distrito se encontraba ubicado en la misma región, integrándolo por diecinueve municipios: Actopan, Ajacuba, Atotonilco el Grande, El Arenal, Eloxochitlán, Francisco I. Madero, Huasca de Ocampo, Juárez Hidalgo, Metztitlán, Mineral del Chico, Mineral del Monte, Mixquiahuala de Juárez, Omitlán de Juárez, San Agustín Metzquititlán, San Agustín Tlaxiaca, Tetepango, Tlahuelilpan, Tlahuiltepa, y Zacualtipán de Ángeles.

## Demarcación territorial
Este distrito se encuentra integrado por un total de 12 municipios y 263 secciones electorales, que son los siguientes:
1. Actopan, integrado por 34 secciones
2. Atotonilco el Grande, integrado por 28 secciones
3. El Arenal, integrado por 11 secciones
4. Epazoyucan, integrado por 11 secciones
5. Huasca de Ocampo, integrado por 19 secciones
6. Metztitlán, integrado por 26 secciones
7. Mineral del Chico, integrado por 11 secciones
8. Mineral del Monte, integrado por 12 secciones
9. Mineral de la Reforma, integrado por 76 secciones
10. Omitlán de Juárez, integrado por 10 secciones
11. San Agustín Metzquititlán, integrado por 14 secciones
12. Singuilucan, integrado por 11 secciones

## Diputados por el distrito
| Diputado                            | Grupo parlamentario | Legislatura                         | Periodo     |
| ----------------------------------- | ------------------- | ----------------------------------- | ----------- |
| Manuel Saavedra                     |                     | VII VIII                            | 1873 - 1878 |
| José María Velasco                  |                     | IX                                  | 1878 - 1880 |
| Gabriel Mancera                     |                     | X XI XII XIII XIV XV XVI XVII XVIII | 1880 - 1898 |
| José Domínguez Peón                 |                     | XIX XX XXI XXII                     | 1898 - 1906 |
| Vacante                             | Vacante             | XXIII                               | 1906 - 1908 |
| José Domínguez Peón                 |                     | XXIV                                | 1908 - 1910 |
| José Peón del Valle                 |                     | XXV                                 | 1910 - 1912 |
| Manuel Gea González                 |                     | XXVI                                | 1912 - 1913 |
| Alberto M. González                 |                     | Constituyente XXVII                 | 1916 - 1918 |
| Pablo Aguilar                       |                     | XXVIII                              | 1918 - 1920 |
| Abel Hernández Coronado             |                     | XXIX                                | 1920 - 1922 |
| Celso Ruiz                          |                     | XXX                                 | 1922 - 1924 |
| Leonardo M. Hernández Mendoza       |                     | XXXI                                | 1924 - 1926 |
| José H. Romero                      |                     | XXXII                               | 1926 - 1928 |
| Benito Calva                        |                     | XXXIII                              | 1928 - 1930 |
| Carlos Velázquez Méndez             |                     | XXXIV                               | 1930 - 1932 |
| José Rivera                         |                     | XXXV                                | 1932 - 1934 |
| Brígido Barrón                      |                     | XXXVI                               | 1934 - 1937 |
| Agustín Olvera                      |                     | XXXVII                              | 1937 - 1940 |
| Gumesindo Gómez                     |                     | XXXVIII                             | 1940 - 1943 |
| Víctor M. Aguirre del Castillo      |                     | XXXIX                               | 1943 - 1946 |
| Felipe Contreras Ruiz               |                     | XL                                  | 1946 - 1949 |
| Víctor M. Aguirre del Castillo      |                     | XLI                                 | 1949 - 1952 |
| José María de los Reyes             |                     | XLII                                | 1952 - 1955 |
| Carlos Ramírez Guerrero             |                     | XLIII                               | 1955 - 1958 |
| Federico Ocampo Noble Pérez         |                     | XLIV                                | 1958 - 1961 |
| Daniel Campuzano Barajas            |                     | XLV                                 | 1961 - 1964 |
| Heberto Malo Paulín                 |                     | XLVI                                | 1964 - 1967 |
| Sergio Butrón Casas                 |                     | XLVII                               | 1967 - 1970 |
| Humberto Cuevas Villegas            |                     | XLVIII                              | 1970 - 1973 |
| Estela Rojas de Soto                |                     | XLIX                                | 1973 - 1976 |
| Efraín Mera Arias                   |                     | L                                   | 1976 - 1979 |
| María Amelia Olguín Vargas          |                     | LI                                  | 1979 - 1982 |
| César Vieyra Salgado                |                     | LII                                 | 1982 - 1985 |
| María Amelia Olguín Vargas          |                     | LIII                                | 1985 - 1988 |
| César Vieyra Salgado                |                     | LIV                                 | 1988 - 1991 |
| Ernesto Gil Elorduy                 |                     | LV                                  | 1991 - 1994 |
| Guillermo Álvarez Cuevas            |                     | LVI                                 | 1994 - 1997 |
| Esteban Ángeles Cerón               |                     | LVII                                | 1997 - 2000 |
| David Penchyna Grub                 |                     | LVIII                               | 2000 - 2003 |
| Gonzalo Rodríguez Anaya             |                     | LIX                                 | 2003 - 2006 |
| Sergio Hernández Hernández          |                     | LX                                  | 2006 - 2009 |
| Jorge Rojo García de Alba           |                     | LXI                                 | 2009 - 2012 |
| Víctor Hugo Velasco Orozco          |                     | LXII                                | 2012 - 2015 |
| Pedro Luis Noble Monterrubio        |                     | LXIII                               | 2015 - 2018 |
| Sandra Simey Olvera Bautista        |                     | LXIV LXV                            | 2018 - 2024 |
| Tatiana Tonantzin P. Ángeles Moreno |                     | LXVI                                | 2024 -      |

## Resultados electorales

### 2015
|  | 42.27 % |

|  | 12.29 % |

|  | 10.99 % |

|  | 8.90 % |

|  | 7.49 % |

|  | 6.81 % |

|  | 3.51 % |

|  | 1.67 % |

|  | 1.19 % |

|  | 0.05 % |

|  | 95.23 % |

|  | 4.77 % |